# 100046 Worms
100046 Worms è un asteroide della fascia principale. Scoperto nel 1991, presenta un'orbita caratterizzata da un semiasse maggiore pari a 2,5212727 UA e da un'eccentricità di 0,0918540, inclinata di 4,15889° rispetto all'eclittica.
L'asteroide è dedicato alla città tedesca di Worms, celeberrima per l'imponente duomo.